# جيفرسون وايت
جيفرسون وايت (بالإنجليزية: Jefferson White)‏ (من مواليد 3 نوفمبر 1989) هو ممثل أمريكي. لعب دور جيمي هيردستروم في سلسلة شبكة باراماونت يلوستون وشون أونيل في شيكاغو بي دي على إن بي سي.

## الأعمال

### أفلام
- حرب أهلية (2024)

## روابط خارجية
- جيفرسون وايت على موقع IMDb (الإنجليزية)
- جيفرسون وايت على موقع قاعدة بيانات الفيلم (الإنجليزية)